# Rezerwat przyrody Rzeka Rekowa
Rezerwat przyrody Rzeka Rekowa – wodny rezerwat przyrody położony na terenie gminy Płoty w powiecie gryfickim (województwo zachodniopomorskie).
Obszar chroniony utworzony został 4 sierpnia 2010 r. na podstawie Zarządzenia Nr 12/2010 Regionalnego Dyrektora Ochrony Środowiska w Szczecinie z dnia 31 marca 2010 r. w sprawie uznania za rezerwat przyrody „Rzeka Rekowa” (Dz. Urz. Woj. Zach. z dnia 20 lipca 2010 r. Nr 70, poz. 1290).

## Położenie
Rezerwat obejmuje 48,70 ha powierzchni pod ochroną czynną. Obejmuje on obręby ewidencyjne Gostyń Łobeski (dz. ew. nr 23/4, 23/5, 23/6, 24/3, 24/5, 188/5, 23/7) oraz Bądkowo (dz. ew. nr 25/4, 25/5, 26/5, 28/7, 28/8, 31/1), należące do nadleśnictwa Resko lub będące rzeką. Jest położony na końcowym odcinku Rekowej (do ujścia do Regi), kilkaset metrów na północ od Płotów i Słudwi. Przecina go droga krajowa nr 6. Rezerwat znajduje się w obrębie obszaru Natura 2000 „Dorzecze Regi” PLH320049.

## Charakterystyka
Celem ochrony rezerwatowej jest „zachowanie czystej wartkiej rzeki Rekowa z rzadką roślinnością, w tym krasnorostem Hildenbrandtia rivularis oraz zachowanie i utrzymanie przyległych olszowo-jesionowych lasów łęgowych, grądów grabowych na zboczach i roślinności źródliskowej”. Jednakże według informacji Towarzystwa Miłośników Rzeki Regi z 2015 i 2016 roku dolina Rekowej przekształciła się w rozlewisko z cofkami na skutek budowania tam przez bobra europejskiego. Rzeka przestała być też drożna dla ryb zmierzających na tarło.